# Азијски Американци
Азијски Американци су Американци азијског порекла. Према дефиницији Америчког пописног бироа Азијски Американци су особе које потичу од изворних становника Далеког истока, Југоисточне Азије или са Индијског потконтинента. Овај термин обухвата људе који се изјашњавају као „Азијати“, као и оне који се изјашњавају као Кинези, Филипинци, Индијци, Вијетнамци, Корејци, Јапанци и остали Азијати. Према попису становништва из 2010. године Азијски Американци чине 4,8% од укупног становништва САД, док људи пореклом из Азије, који су измешани са макар једном расом чине 5,6% становништва САД.